# Chironomus fundatus
Chironomus fundatus is een muggensoort uit de familie van de dansmuggen (Chironomidae). De wetenschappelijke naam van de soort is voor het eerst geldig gepubliceerd in 1993 door Philinkova & Belyanina.